# Mathieu IV. de Montmorency
Mathieu IV. (deutsch: Matthäus; † 1305) war ein Herr von Montmorency aus dem Haus Montmorency. Er war ein Sohn des Mathieu III. de Montmorency und der Jeanne de Brienne.
Er zog 1282 im Gefolge des Grafen Robert II. von Artois nach Süditalien, um dort Karl von Anjou im Kampf gegen die Aragónesen beizustehen (Sizilianische Vesper). Im Kampf gegen Eduard I. von England verwüstete er 1295 zusammen mit Jean II. d’Harcourt die englische Hafenstadt Dover.
Seine erste Frau Marie war eine Tochter des Grafen Robert IV. von Dreux. Seine zweite Frau Jeanne war eine Tochter des Guy III. de Lévis, Herr von Mirepoix (Haus Lévis). Die Söhne Mathieu V. († um 1310) und Jean I. († 1325) entstammten der zweiten Ehe.
Das Grab von Mathieu IV. de Montmorency befindet sich in der Kirche Saint-Maclou in Conflans-Sainte-Honorine. Es ist mit einer Liegefigur ausgestattet.
Siehe auch Stammliste der Montmorency

## Weblink
- Das Grab von Mathieu IV. de Montmorency in der Kirche Saint-Maclou de Conflans-Saint-Honorine. Bild bei flickr.com

| Personendaten    | Personendaten                |
| ---------------- | ---------------------------- |
| NAME             | Mathieu IV. de Montmorency   |
| ALTERNATIVNAMEN  | Matthäus IV. von Montmorency |
| KURZBESCHREIBUNG | Herr von Montmorency         |
| GEBURTSDATUM     | 13. Jahrhundert              |
| STERBEDATUM      | 1305                         |